# 1. ŽNL Koprivničko-križevačka
1. ŽNL Koprivničko-križevačka je liga 6. stupnja nogometnih natjecanja u Hrvatskoj, te prvog na području Koprivničko-križevačke županije. U ovoj ligi prvoplasirani klub prelazi u viši rang – 4. NL Bjelovar – Koprivnica – Virovitica, a posljednje plasirani klubovi ispadaju u 2. ŽNL Koprivničko-križevačku. Klubovi koji nastupaju u ovoj ligi su s područja Koprivničko-križevačke županije. 

## Dosadašnji prvaci
| sezona           | rang | klubova | pobjednik                 |
| ---------------- | ---- | ------- | ------------------------- |
| 1993./94.        | V.   | 14      | Panonija Peteranec        |
| 1994./95.        | V.   | 14      | Mladost Molve             |
| 1995./96.        | VI.  | 12      | Mladost Kloštar Podravski |
| 1996./97.        | VI.  | 12      | Galeb Koledinec           |
| 1997./98.        | V.   | 14      | Kunovec                   |
| 1998./99.        | IV.  | 14      | Omladinac Sloga Herešin   |
| 1999./00.        | IV.  | 14      | Mladost Molve             |
| 2000./01.        | IV.  | 14      | Panonija Peteranec        |
| 2001./02.        | IV.  | 14      | Križevci                  |
| 2002./03.        | IV.  | 14      | Graničar Đurđevac         |
| 2003./04.        | IV.  | 14      | Osvit Đelekovec           |
| 2004./05.        | IV.  | 14      | Kalinovac                 |
| 2005./06.        | IV.  | 16      | Sloga Koprivnicki Ivanec  |
| 2006./07.        | V.   | 16      | Sloga Koprivnicki Ivanec  |
| 2007./08.        | V.   | 16      | Tomislav Drnje            |
| 2008./09.        | V.   | 16      | Osvit Đelekovec           |
| 2009./10.        | V.   | 16      | Borac Imbriovec           |
| 2010./11.        | V.   | 16      | Borac Imbriovec           |
| 2011./12.        | IV.  | 16      | Borac Imbriovec           |
| 2012./13.        | IV.  | 16      | Bratstvo Kunovec          |
| 2013./14.        | IV.  | 16      | Mladost Molve             |
| 2014./15.        | V.   | 14      | Borac Imbirovec           |
| 2015./16.        | V.   | 14      | Tehničar 1974 Cvetkovec   |
| 2016./17.        | V.   | 14      | Tomislav Drnje            |
| 2017./18.        | V.   | 14      | Borac Imbirovec           |
| 2018./19.        | V.   | 14      | Tomislav Drnje            |
| 2019./20. ↓19/20 | V.   | 14      | Borac Imbirovec           |
| 2020./21.        | V.   | 14      | Borac Imbirovec           |
| 2021./22.        | V.   | 14      | Bratstvo Kunovec          |
| 2022./23.        | VI.  | 14      | Bratstvo Kunovec          |
| 2023./24.        | VI.  | 14      | Graničar Đurđevac         |

Kategorija:1. ŽNL Koprivničko-križevačka 

Kategorija:Sezone četvrtog ranga HNL-a 

Kategorija:Sezone petog ranga HNL-a 

Kategorija:Sezone šestog ranga HNL-a 

Napomene: 

↑19/20  – u sezoni 2019./20. prvenstvo prekinuto nakon 13. kola zbog pandemije COVID-19 u svijetu i Hrvatskoj

## Sudionici

### Sezona 2021./22.
| Klub               | Mjesto             |
| ------------------ | ------------------ |
| NK Bratstvo        | Kunovec            |
| NK Drava           | Novigrad Podravski |
| NK Kalinovac       | Kalinovac          |
| NK Lipa            | Hlebine            |
| NK Miklinovec      | Koprivnica         |
| NK Mladost         | Molve              |
| NK Mladost         | Sigetec            |
| NK Močile          | Koprivnica         |
| NK Osvit           | Đelekovec          |
| NK Panonija        | Peteranec          |
| NK Sloga           | Koprivnički Ivanec |
| NK Tomislav        | Drnje              |
| NK Tomislav-Radnik | Sveti Ivan Žabno   |
| NK Viktorija       | Vojakovac          |

## Poveznice
- Nogometni savez Koprivničko-križevačke županije  Arhivirana inačica izvorne stranice od 8. srpnja 2017. (Wayback Machine)
- 1. ŽNL Koprivničko-križevačka  Arhivirana inačica izvorne stranice od 21. lipnja 2019. (Wayback Machine)
- 2. ŽNL Koprivničko-križevačka
- 3. ŽNL Koprivničko-križevačka
- 4. ŽNL Koprivničko-križevačka
- Kup Nogometnog saveza Koprivničko-križevačke županije
- Prva županijska nogometna liga